# Vikartovce
Vikartovce (niem. Weigsdorf lub Weichselsdorf, węg. Hernádfő) – wieś (obec) na Słowacji położona w kraju preszowskim, w okręgu Poprad. Miejscowość położona jest w Kotlinie Hornadzkiej nad rzeką Hornad. Pierwsze wzmianki o miejscowości pochodzą z roku 1283. 
Według danych z dnia 31 grudnia 2010, wieś zamieszkiwało 1843 osoby, w tym 925 kobiet i 918 mężczyzn.
W 2001 roku rozkład populacji względem narodowości i przynależności etnicznej oraz religijnej wyglądał następująco:
- Słowacy – 91,94%
- Romowie – 7,48%
- Czesi – 0,18%

- katolicy – 98,19%
- grekokatolicy – 0,18%
- ewangelicy – 0,06%
- niewierzący – 0,88%
- przynależność niesprecyzowana – 0,70%

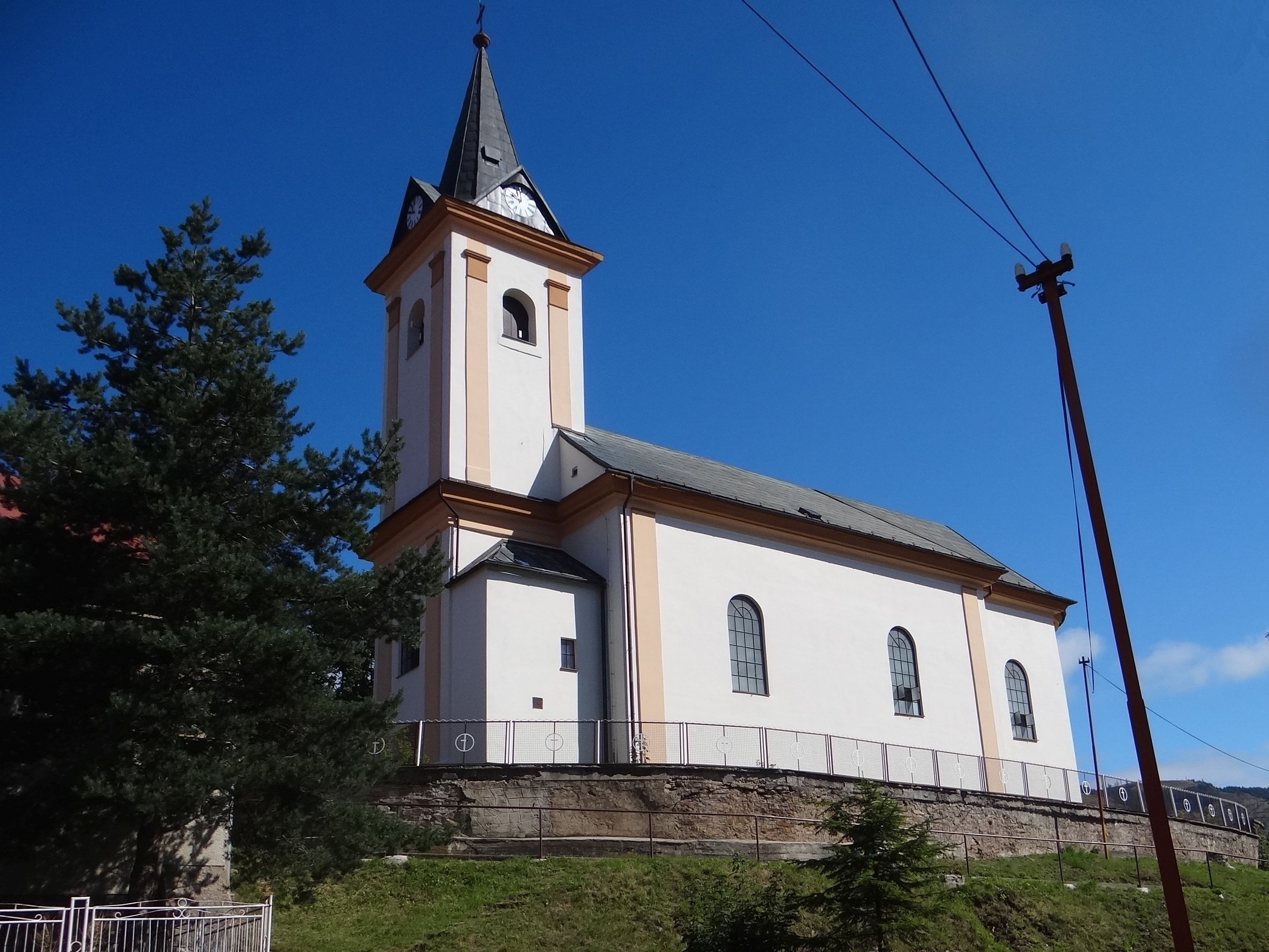
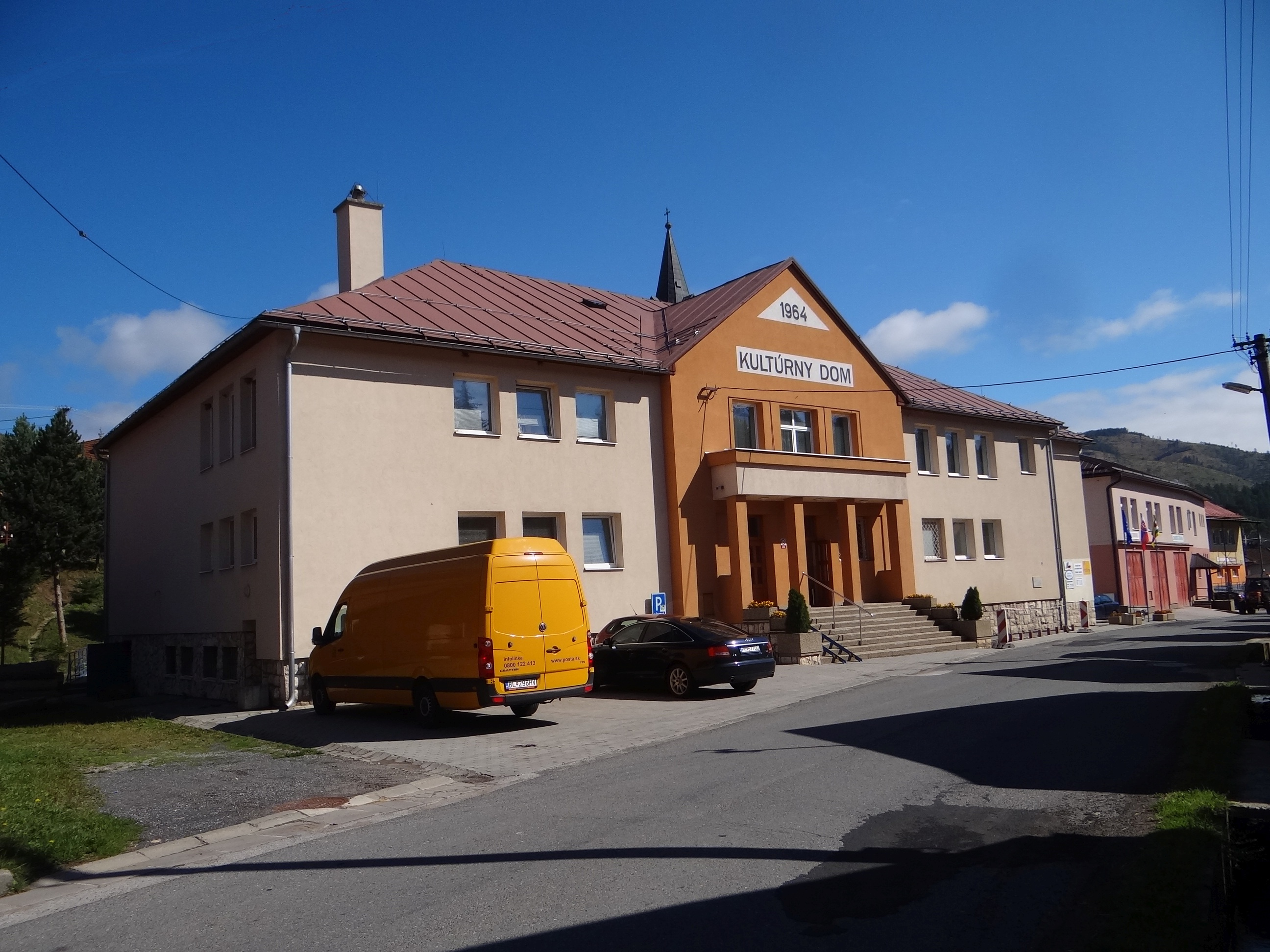
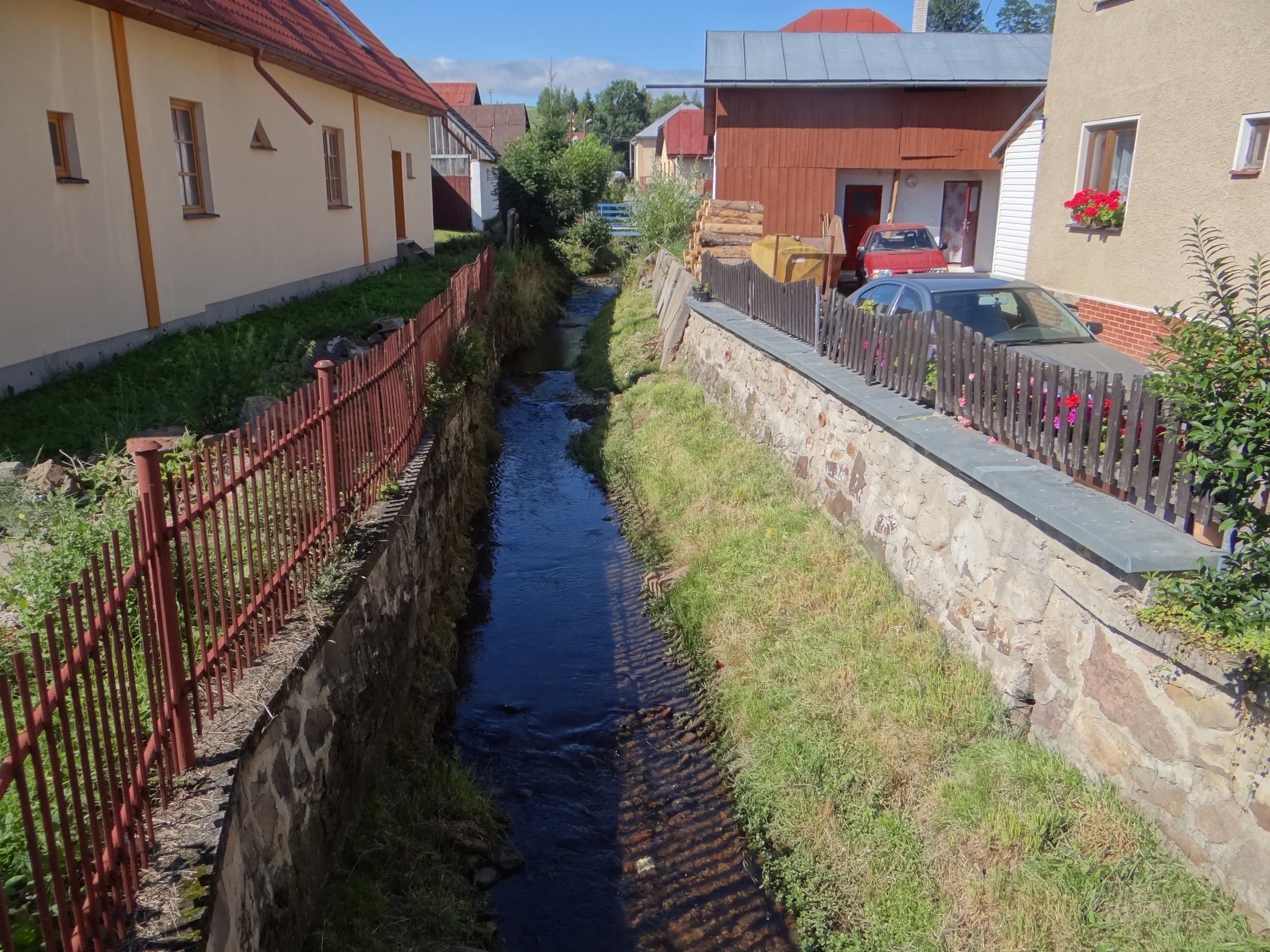